# Назар (амулет)

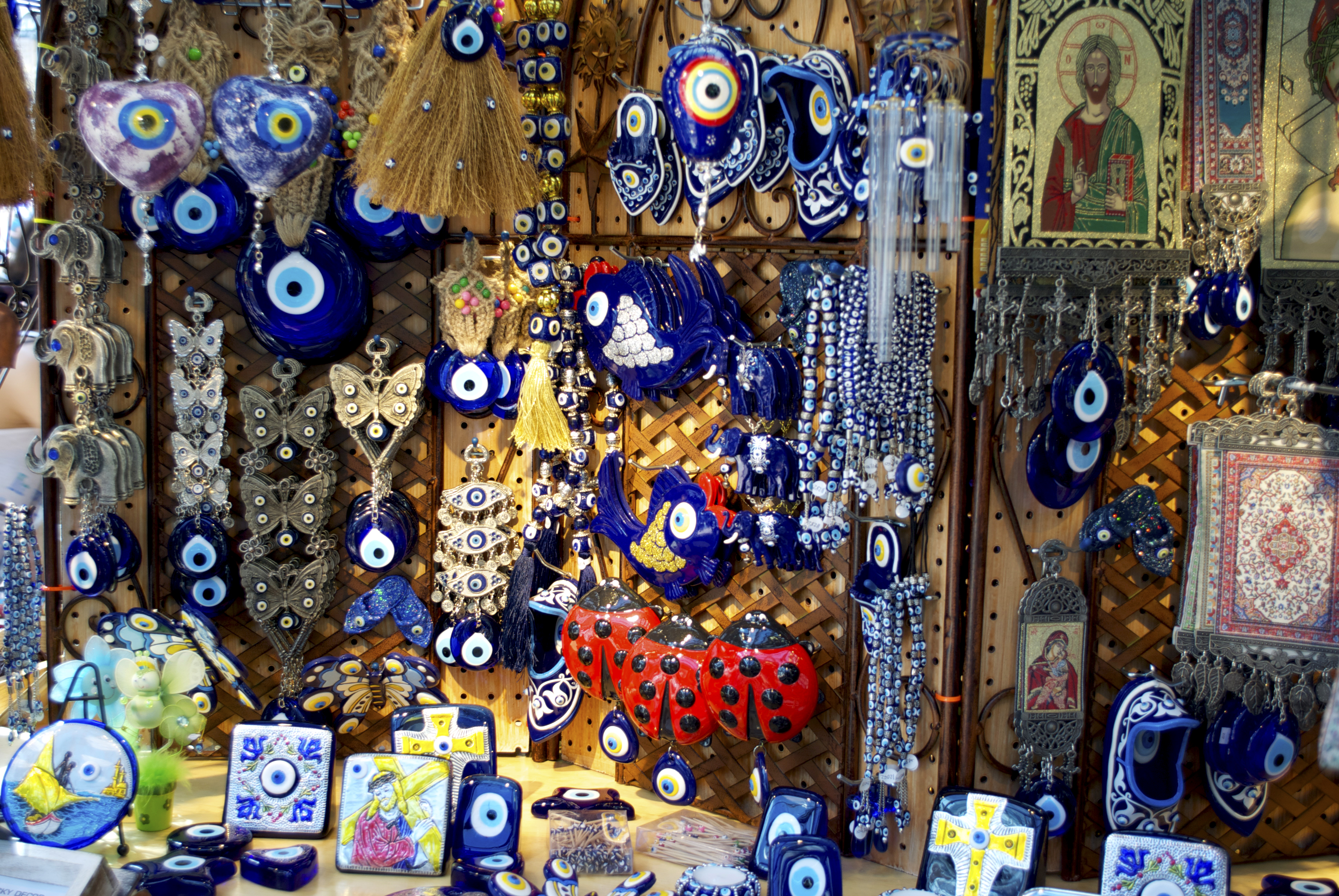
Назари (чарми против пристріту), що продаються в магазині Квинсі Маркету в Бостоні, США. Зверніть увагу на різні модифікації простої традиційної форми, такі як перетворення назару на метеликів або у християнські образи.

Назар (від نظر Арабська вимова: [ naðˤar]), слово, що походить від арабського, що означає зір, спостереження, увага, та інші пов'язані поняття) — амулет у формі очей, який, як вважають, захищає від пристріту. Албанська мова, гіндустані, пушту, бенгальська, курдська, перська, пенджабська і інші мови також запозичили цей термін. У Туреччині він відомий під назвою nazar boncuğu (останнє слово є похідним від boncuk, «бісер», а перше — запозичене з арабської і історично як mâvi boncuk або ст.-тюрк. gökçe munçuk, обидва означають «блакитний бісер». В перському і афганському фольклорі це називається cheshm nazar (перс. چشم نظر) або nazar qurbāni (перс. نظرقربانی). В Індії та Пакистані ганді-урду слоган Chashm-e-Baddoor використовується для запобігання злого ока.
В таких культурах вважається, що якщо людині кажуть багато компліментів, то зле око змусить її захворіти на наступний день, якщо не сказати фразу «З волею Божою» (МашАллах арабською). На індійському субконтиненті словосполучення Nazar lag gai використовується для вказівки на те, що на нього вплинуло зло. У Південній Азії, коли мама помічає, що її дитині сказали багато компліментів, вона звичайно намагається нейтралізувати наслідки злого ока (nazar utarna), тримаючи червоний перець в одній руці і кружляючи його навколо голови дитини кілька разів, а потім спалює цей перець.

## Амулети
Типовий назар виконаний зі скла ручної роботи, в якому зображені концентричні кола або форми сльози в темно-синій, білий, світло-блакитний і чорний, іноді з жовтим або золотим краєм.
Це звичайна картинка в Туреччині, Північній Македонії, Албанії, Боснії і Герцеговині, Болгарії, Греції, Кіпрі , Сирії, Лівані, Ізраїлі, Єгипті, Вірменії, Ірані, Афганістані, Пакистані, Іраку, Алжирі, Азербайджані, Марокко, Тунісі, а також деяких регіонах Грузії, де назар часто висить у будинках, офісах, автомобілях, на дитячому одягу, або вбудований в прикраси та орнаменти. Вони є популярним вибором сувеніра для туристів.

## Бісер у вигляді ока

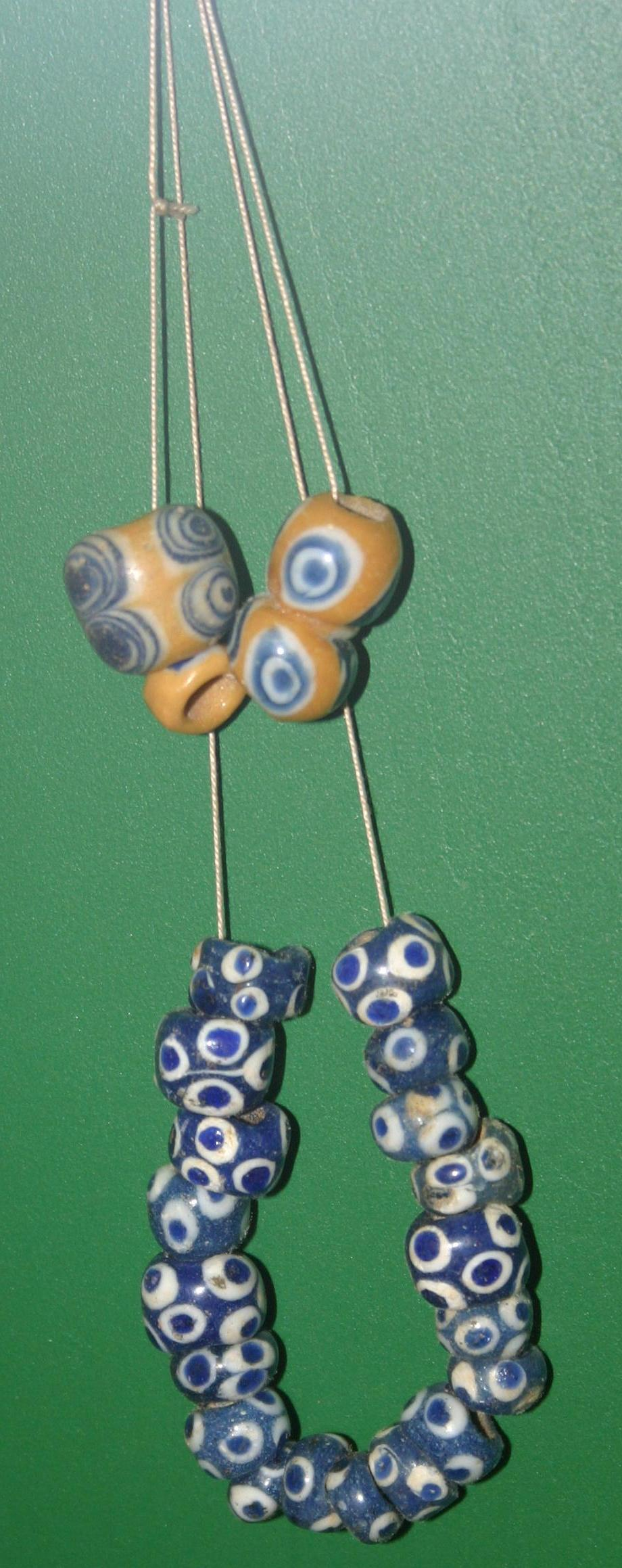
Бісер у вигляді ока

Турецький boncuk (іноді званий göz boncuğu «бісер у вигляді ока») — це скляна кулька, що характеризується синім скляним полем з синьою або чорною крапкою, накладеною на білий або жовтий центр. Історично старий, блакитний бісер набув значення як предмет популярної культури в сучасній Туреччині. Бісер, ймовірно, походить з Середземномор'я і пов'язаний з розвитком виробництва скла. Письмові документи й наявні бусини датуються ще XIV століттям до нашої ери. Скляні намистини виготовлялися і широко використовувалися в стародавньому світі: від Месопотамії до Єгипту, від  Карфагена і Фінікії до Персії, і по всій Римській імперії.
Коріння небагатьох скляних майстрів з бісеру, які досі практикують цю традицію, йде від арабських ремісників, які оселилися в Ізмірі під час занепаду Османської імперії у кінці XIX століття. Мистецтво скла, яке втратило свій гламур в Анатолії, поєднане зі знаком очей, пожвавилося.

## Інші використання та популярна культура

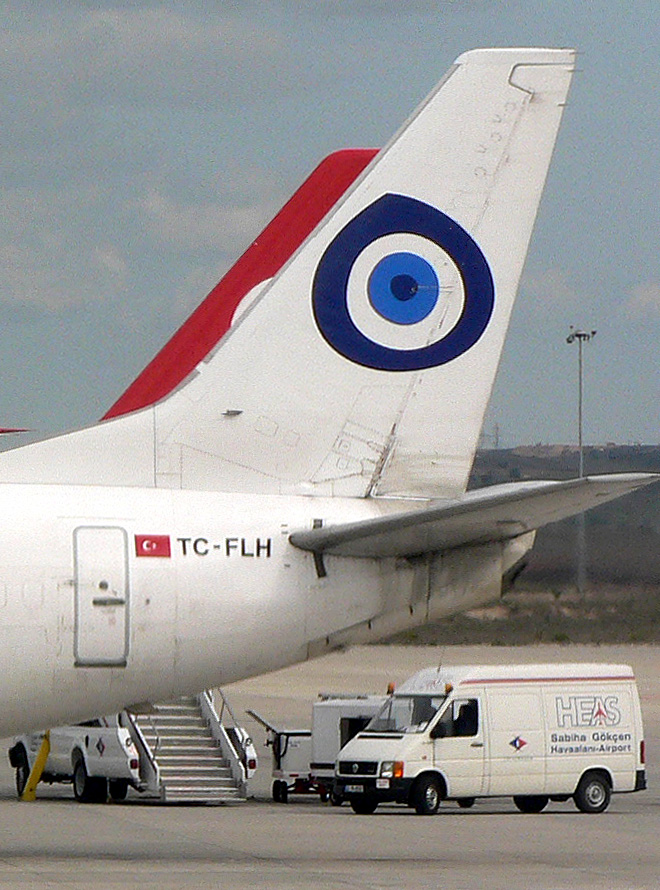
Символ nazar boncuğu на літаку Fly Air, Аеропорт Стамбул-Сабіха Гьокчен.

Зображення назару використовувалось як символ на літаках приватної турецької авіакомпанії Fly Air.
Він використовувався як логотип для CryEngine 3, гральний рушій зроблений компанією Crytek, яка була заснована турецькими братами Джеватом, Авні, та Фаруком Єрлі.
Він використовувався як логотип на Молодіжному чемпіонаті світу з футболу 2015 року.
Відеогра Terraria (2011) має аксесуар «Назар», що надає імунітет проти дебаффа «Прокляття».
Серія відеоігор The Legend of Zelda має символ ока у племені Шейка, що вказує на таємне знання і захист від зла.
В 2018 амулет Назар став емодзі як частина Emoji 11. Вперше він був використаний у Твіттер як функція Twemoji 5 червня 2018 року. Він використовує код U+1F9FF 🧿 .

## Галерея

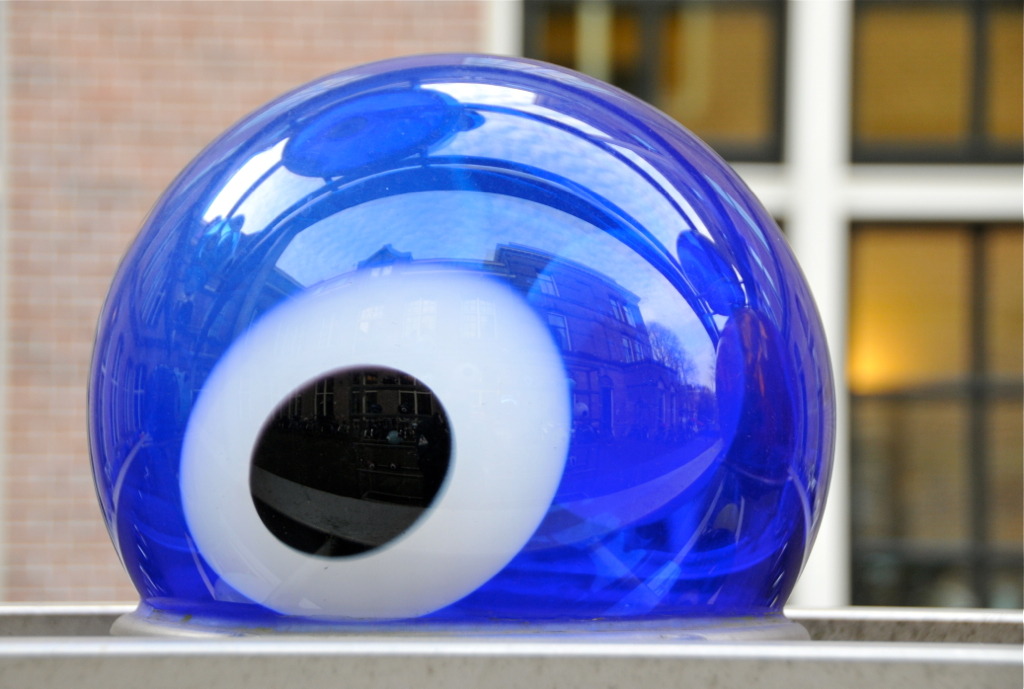
Скульптура у Нідерландах, натхненна назаром.
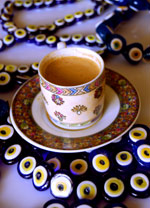
Чарми з назарів.
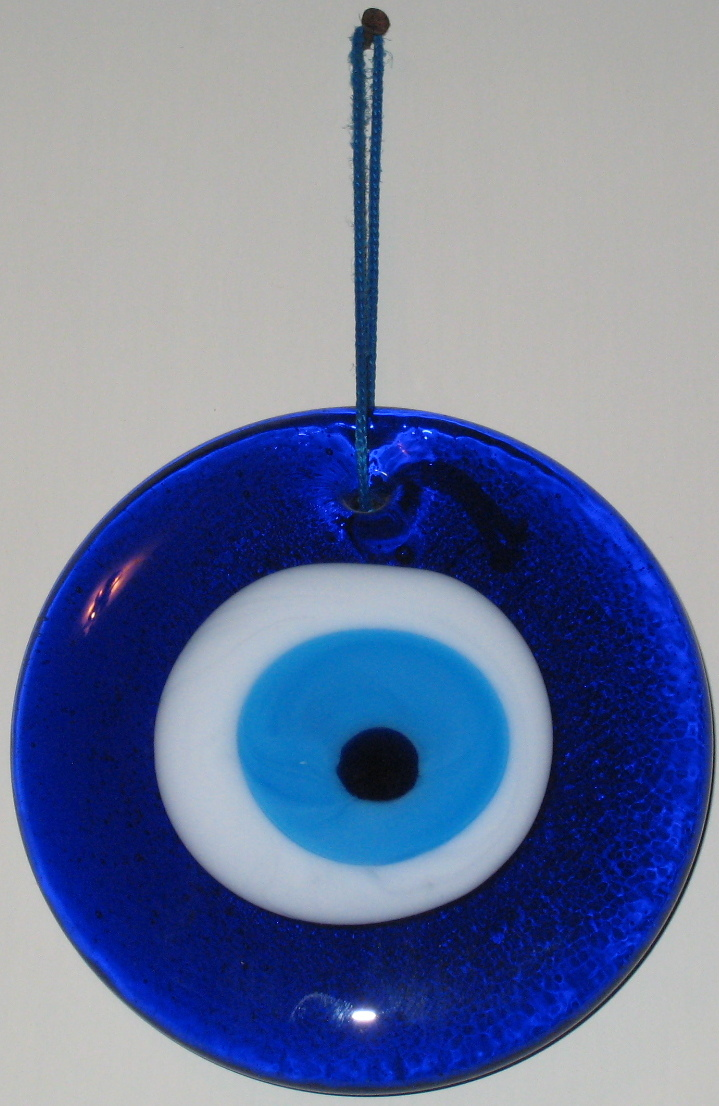
Перський cheshm nazar.
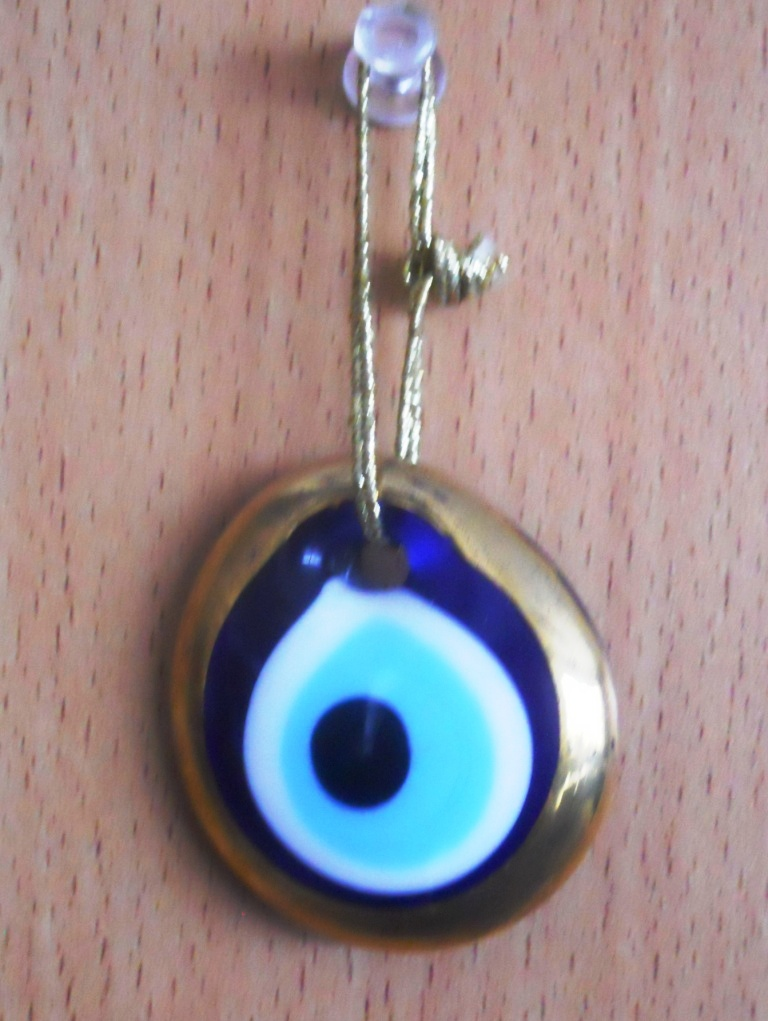
Турецький nazar boncuğu.
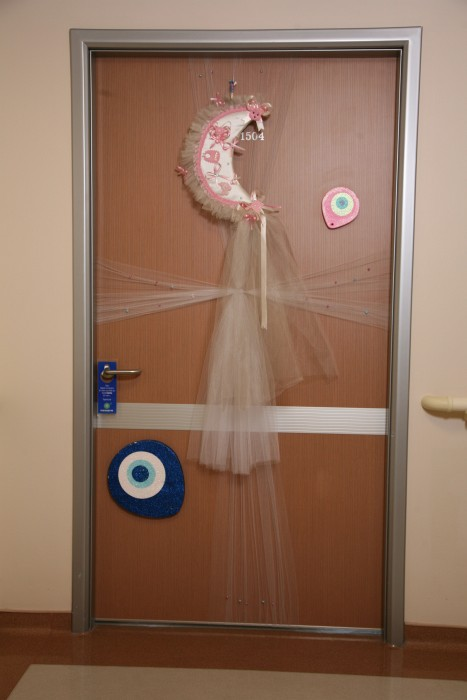
Назар на двері палати новонародженого у Туреччині.